# Connettore RF

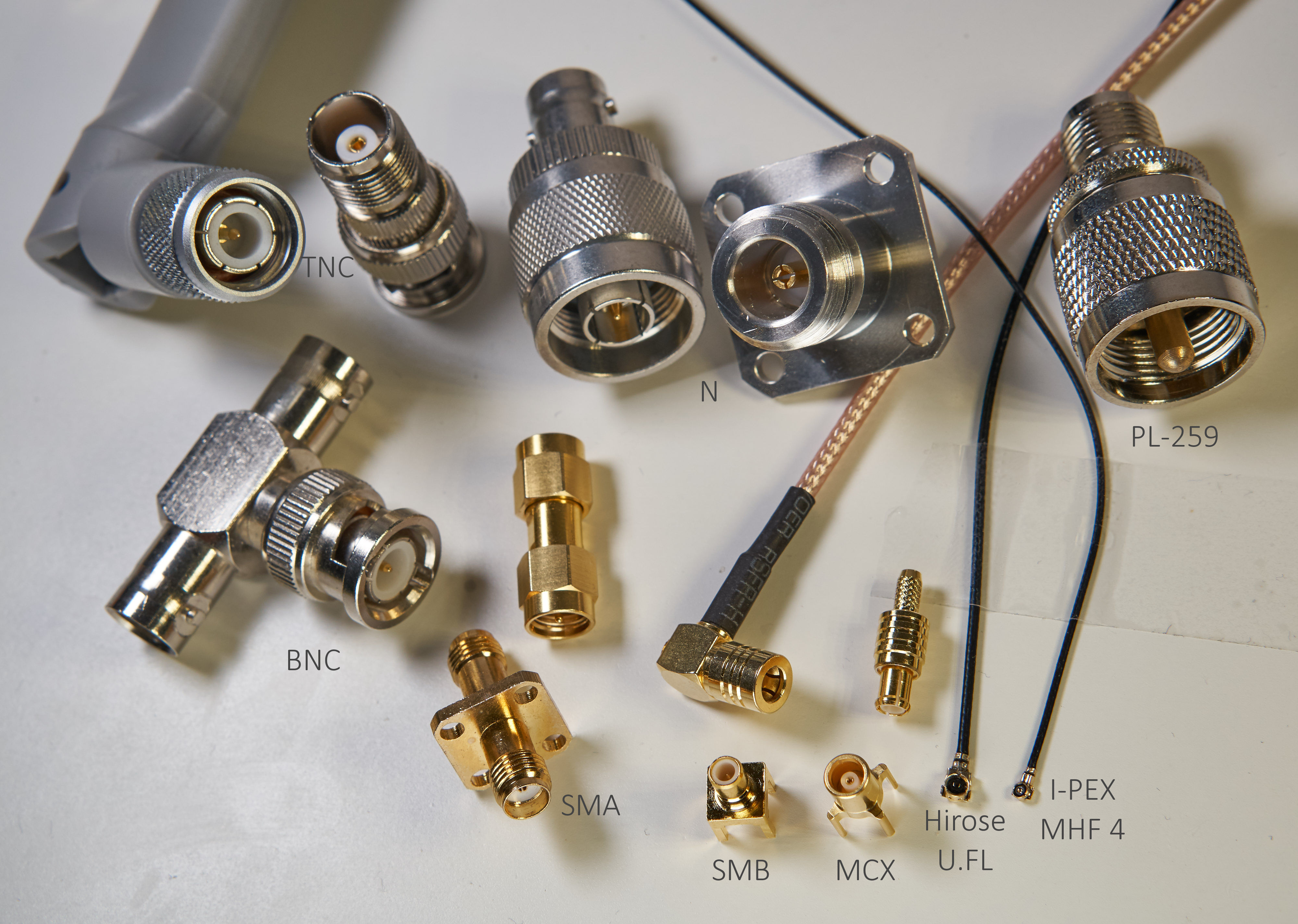
Vari connettori RF popolari

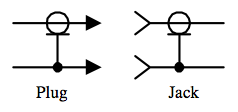
Simboli elettronici per i connettori coassiali plug e jack

La riflettometria nel dominio del tempo mostra le riflessioni dovute alle variazioni di impedenza in connettori RF accoppiati.

Un connettore RF (connettore per radiofrequenza) è un connettore elettrico progettato per funzionare a frequenze radio nella gamma multi-megahertz.
I connettori RF vengono tipicamente utilizzati con i cavi coassiali e sono progettati per preservare la schermatura offerta dalla progettazione coassiale. I modelli migliori, inoltre, minimizzano la variazione di impedenza nelle linee di trasmissione presso la connessione allo scopo di ridurre riflessioni di segnale e perdite di potenza. All'aumentare della frequenza, gli effetti legati alla linea di trasmissione diventano più importanti, con le piccole variazioni di impedenza dai connettori che causano la riflessione del segnale anziché il suo passaggio. Un connettore RF non deve consentire l'ingresso di segnali esterni nel circuito attraverso interferenza elettromagnetica e captazione mediante effetti capacitivi.
Meccanicamente, i connettori RF possono fornire un meccanismo di fissaggio (filettatura, innesto a baionetta, braces, blind mate) e molle per un contatto elettrico a bassa resistenza ohmica in modo da risparmiare sulla superficie in oro, consentendo così cicli ad accoppiamento molto elevato, e riducendo la insertion force. L'attività di ricerca nel campo della progettazione di circuiti a radiofrequenza (RF) è aumentata negli anni 2000 come risposta diretta all'enorme domanda del mercato di ricetrasmettitori wireless economici e ad alta velocità di trasmissione dati.
Tipi comuni di connettori RF vengono usati per i ricevitori television, per i ricetrasmettitori, per alcuni dispositivi Wi-Fi con antenne rimovibili e per strumenti di misura industriali o scientifici che utilizzano radiofrequenze.